# Bulgogi
Bulgogi (불고기) là một món ăn của Triều Tiên, thường bao gồm thịt bò được tẩm ướp và nướng lên. Mặc dù thịt gà cũng có thể được sử dụng tuy nhiên nó không phổ biến bằng thịt bò.

## Giới thiệu
Bulgogi được chế biến từ thịt lưng của bò được xắt lát mỏng hoặc từ các loại thịt bò xắt lát khác. Thịt được ướp với một hỗn hợp của nước tương, đường, dầu mè, tỏi và các gia vị khác như hành lá, hoặc nấm, đặc biệt là nấm nút trắng hoặc nấm hương. Đôi khi, miến được thêm vào món ăn, nói chung là cách thức chế biến thay đổi theo từng khu vực. Trước khi nấu ăn, thịt được ướp để tăng cường hương vị và độ mềm.

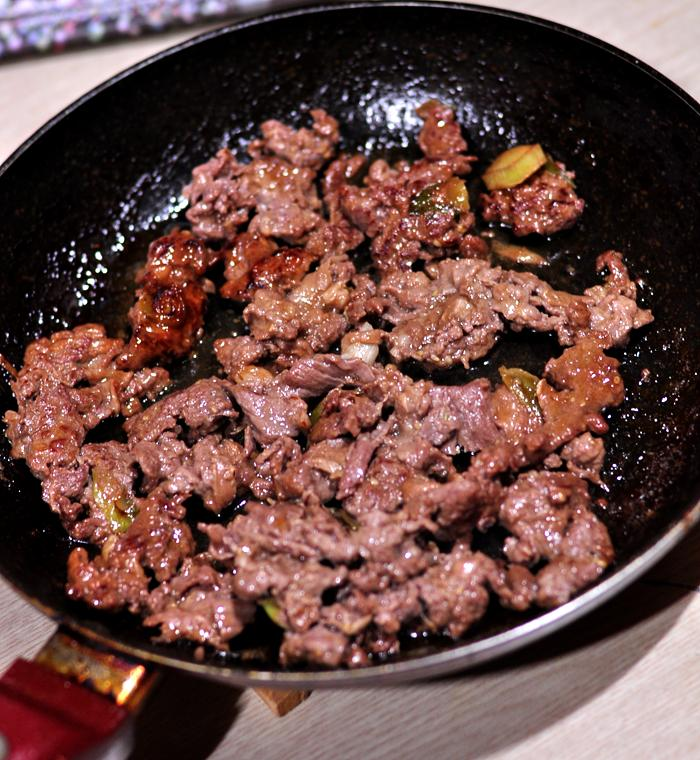
Bulgogi được nấu trong chảo

Bulgogi là truyền thống là món nướng nhưng nhiều khi món thịt này cũng được chế biến bằng cách chiên trong chảo. Theo cách thức chế biến truyền thống của món nướng Triều Tiên, tỏi, hành tây và ớt chuông thái lát mỏng được chế biến cùng thời điểm đó. Món này cũng thường được dùng kèm với rau diếp hay các loại rau ăn lá khác: thịt bò thường được cuộn trong rau và chấm với ssamchang hay các loại gia vị khác.
Thật ra chữ Bulgogi  nghĩa nguyên thủy là "thịt nướng trên lửa" - mô tả cách thức chế biến hơn là thành phần hương liệu, gia vị. Thuật ngữ này cũng được dùng để ám chỉ các loại thịt nướng khác như tak pulkogi (thịt gà) or twaechi bulgogi (thịt lợn) mặc dù gia vị và cách chế biến các món này không giống nhau.
Hiện nay ở Hàn Quốc cũng có bán các thức ăn nhanh - cụ thể là hamburger với nhân là bulgogi , dùng kèm với tương, rau diếp, cà chua, hành tây và có thể cả phô mai. Hương vị của món này khá giống với hamburger teriyaki.

## Lịch sử
Bulgogi được cho là có nguồn gốc từ quốc gia Cao Câu Ly cổ xưa (37 TCN–668 SCN). Ban đầu tên món ăn này là neobiani (너비아니)" và nó thường là một trong những món ăn được chuẩn bị đặc biệt cho các vị vua nhà Triều Tiên.